# Le Voyage (film, 1967)
Pour les articles homonymes, voir Le Voyage et The Trip (homonymie).
Pour plus de détails, voir Fiche technique et Distribution.
Le Voyage, également connu sous son titre original The Trip, est un film psychédélique américain de 1967 produit par American International Pictures, réalisé par Roger Corman, écrit par Jack Nicholson et tourné à Los Angeles, y compris au sommet de Kirkwood dans Laurel Canyon, les Hollywood Hills, et près de Big Sur en Californie. Peter Fonda y joue le rôle d'un jeune réalisateur nommé Paul Groves. Peter Fonda et Dennis Hopper se retrouveront en 1969 pour le tournage du film Easy Rider, Jack Nicholson y fera une apparition marquante. 

## Synopsis
Paul Groves, un réalisateur de publicités télévisées, prend sa première dose de LSD tout en éprouvant le chagrin et l'ambivalence du divorce avec sa belle et adultère épouse. Il commence son voyage avec un « guide », John, mais s'enfuit et l'abandonne par peur.
Connaissant des visions répétitives de poursuite par des silhouettes à capuchon sombre montées sur des chevaux noirs, Paul se voit courir sur une plage.
Alors qu'il vit son voyage, Paul se promène dans le Sunset Strip, dans les boîtes de nuit et les maisons d'inconnus et de connaissances. Il considère les rôles joués par le mercantilisme, le sexe et les femmes dans sa vie. Il rencontre une jeune femme, Glenn, qui s'intéresse aux personnes qui prennent du LSD. Ayant récemment appris de Paul qu'il prendrait du LSD, elle s'est occupée de lui. Max est un autre guide amical de son voyage.
Glenn conduit Paul à sa maison de plage de Malibu, où ils font l'amour, entrecoupé dans son esprit d'une profusion kaléidoscopique d'images abstraites entrecoupées de visions de poursuite sur une plage. Poussé dans les vagues par ses poursuivants, Paul se retourne et leur fait face, et ils se révèlent être sa femme et Glenn.
Alors que le soleil se lève, Paul revient à son état de conscience normal, maintenant transformé par le voyage, et sort sur le balcon pour prendre l'air. Glenn lui demande si sa première expérience au LSD a été constructive. Paul reporte sa réponse à « demain ».

## Fiche technique
- Titre original : The Trip
- Titre français : Le Voyage[1] ou The Trip[2]
- Réalisation : Roger Corman
- Scénario : Jack Nicholson
- Directeur de la photographie : Archie R. Dalzell (crédité Arch R. Dalzell)
- Montage : Ronald Sinclair
- Musique : Electric Flag (crédité The American Music Band)
- Direction artistique : Leon Ericksen
- Conception des décors : Michel Levesque (non crédité)
- Premier assistant réalisateur : Paul Rapp
- Deuxième assistant réalisateur : Dennis Hopper (non crédité)
- Producteur : Roger Corman
- Producteur associé : Frances Doel
- Sociétés de production : American International Pictures (sortie cinéma), Metro Goldwyn Mayer (sortie DVD)
- Tournage : 29 mars 1967
- Format : Couleurs - 1,85:1 - Mono
- Genre : drame, film psychédélique
- Pays d'origine :  États-Unis
- Durée : 85 minutes
- Dates de sortie :
  - États-Unis : 23 août 1967
  - France : 5 juillet 1968[1]

## Distribution
- Peter Fonda (VF : Bernard Tiphaine) : Paul Groves
- Susan Strasberg (VF : Nicole Favart) : Sally Groves
- Bruce Dern (VF : Dominique Paturel) : John
- Dennis Hopper (VF : Pierre Trabaud) : Max
- Salli Sachse (VF : Perrette Pradier) : Glenn
- Barboura Morris (en) (VF : Arlette Thomas) : Flo
- Judy Lang (VF : Claude Chantal) : Nadine
- Luana Anders (VF : Michèle Bardollet) : serveuse
- Dick Miller (VF : Jacques Richard) : Cash
- Caren Bernsen (VF : Sylviane Margollé) : Alexandra
- Katherine Walsh : Lulu
- Barbara Renson : Helena
- Michael Blodgett : Sally
- Tom Signorelli : Al
- Mitzi Hoag (en) : l'épouse de Al

Non crédités :
- Angelo Rossitto : Nain de Forest Fantasy
- Susan Walters : Go-Go Girl
- Frankie Smith : Go-Go Girl
- Peter Bogdanovich : caméraman de Paul
- Brandon De Wilde : réalisateur adjoint de Paul
- Denise Lynn (VF : Claude Chantal) : la fille de la publicité

## Production
« I wanted the picture not to be a pro-LSD picture and not to be an anti-LSD picture because my trip was very good, I had no bad effects in my trip at all. It was wonderful. Yet I felt I really shouldn’t be accused of proselytizing for LSD, and at the same time I knew people had had bad trips, so I was trying to be neutral, and I had to ask people what had happened on their bad trips, and incorporate some of what they had experienced into it to make it neutral »
— Roger Corman

« Je voulais que le film ne soit pas un film pro-LSD ni un film anti-LSD parce que mon voyage avait été très bon, je n'ai pas eu de mauvais effets du tout. C'était merveilleux. Mais je ne voulais pas être accusé de faire du prosélytisme pour le LSD, et en même temps, je savais que des gens avaient eu de mauvais voyages, alors j'essayais d'être neutre, et j'ai dû demander aux gens ce qui s'était passé lors de leurs mauvais voyages, et incorporer une partie de ce qu'ils avaient vécu pour que ce soit neutre. »
Le film a été annoncé dès le 12 juillet 1966 dans le quotidien Los Angeles Times, Daniel Haller étant pressenti pour le réaliser, mais Roger Corman a rapidement repris le projet. Les imprésarios de Peter Fonda lui avaient déconseillé d'accepter le rôle principal, car il avait déjà une mauvaise réputation en matière de drogue, avec notamment une récente arrestation pour marijuana ; Fonda n'en démordit pas, et joua même pour un salaire réduit. Nancy Sinatra, qui avait déjà joué avec Fonda dans Les Anges sauvages, a également été brièvement envisagée pour un rôle.
Corman a fait des recherches en prenant lui-même du LSD. Charles B. Griffith écrivit les deux premières versions du scénario, la première portant sur les problèmes sociaux des années soixante et la seconde sur un opéra,. Corman engagea ensuite Jack Nicholson pour écrire le scénario final. Corman a encouragé le style d'écriture expérimental de Nicholson et lui attribue entre 80 et 90 % du mérite du scénario dans le commentaire du réalisateur. Corman a légèrement modifié l'histoire pour respecter le budget.
À propos de Nicholson scénariste, Corman a déclaré : « Je l'ai engagé parce que je savais que c'était un très bon scénariste. Il avait déjà écrit plusieurs scénarios. Sa carrière n'était pas très florissante à l'époque. Je savais qu'il avait de l'expérience avec le LSD, alors je l'ai engagé comme scénariste. J'envisageais d'utiliser Jack pour le rôle joué par Bruce Dern. Mais je voulais reprendre une partie de la distribution, en particulier Peter Fonda et Bruce Dern dans Les Anges sauvages, et c'est pour cette raison que j'ai choisi Bruce ».

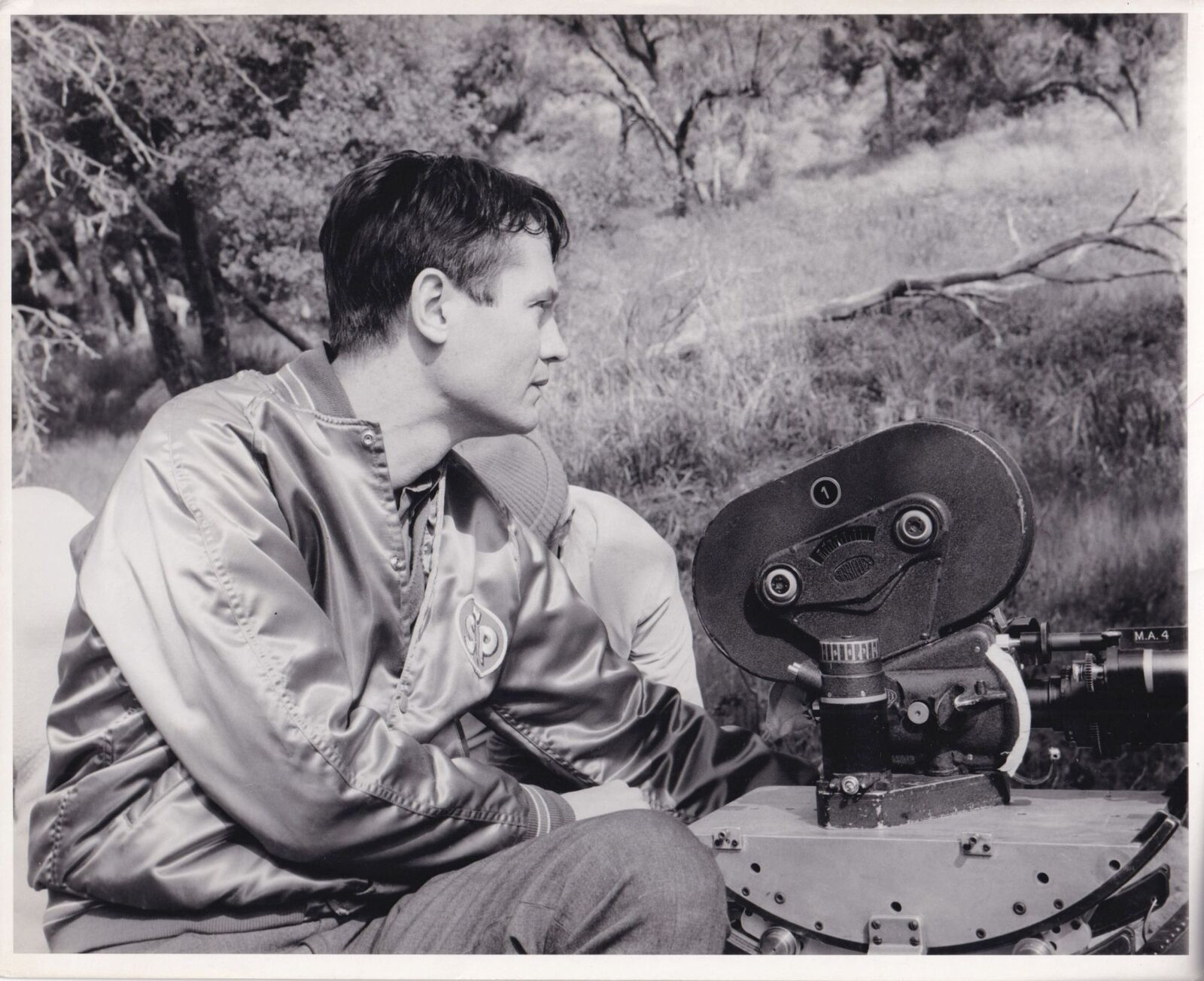
Roger Corman en 1967 pendant le tournage du film.

Le tournage a commencé le 29 mars 1967 et a duré environ trois semaines. L'intérieur de la maison avec la piscine intérieure/extérieure où Fonda fait son voyage au LSD était situé sur Blue Heights Drive près de Laurel Canyon et occupé à l'époque par Arthur Lee du groupe Love. Selon Corman, la plupart des décors intensément psychédéliques de la maison avaient déjà été mis en place par Lee, qui n'a pas eu besoin de beaucoup de décoration supplémentaire. On peut également voir la maison dans le clip du single de Love Your Mind and We Belong Together, sorti en 1968. La grande pièce circulaire principale de la maison que l'on voit au début avec Dennis Hopper a été tournée au San Souci Culture Temple sur l'avenue Ardmore, qui avait été rebaptisé « The Psychedelic Temple » ; elle sera également utilisée comme galerie dans le film Un monde psychédélique (1968).
Roger Corman a effectué un montage sauvage de certaines scènes du Voyage, en particulier les scènes nocturnes extérieures sur le Sunset Strip, afin de simuler l'agitation de l'esprit d'un usager de LSD. Le Voyage comporte des effets photographiques, de la peinture corporelle sur des actrices semi-nues pour créer une atmosphère, et des éclairages colorés, pendant les scènes érotiques et dans la discothèque, qui imitent les hallucinations induites par le LSD. La plupart des effets spéciaux du film ont été développés par Peter Gardiner, qui avait attiré l'attention de Fonda quelques jours avant le début du tournage. Enfin, Corman a inclus d'énigmatiques séquences fantastiques, dont une où Fonda est confrontée à des photos tournantes de Che Guevara, Sophia Loren et Gibran Khalil Gibran dans une pièce très éclairée. Sans raison apparente, un petit personnage faisant du manège à l'arrière-plan s'écrie : « La Baie des Cochons !!! » L'histoire se déroule sur un fond musical composé de jazz improvisé, de blues rock du groupe The Electric Flag et d'une partition musicale exotique avec un thème imprégné d'orgue et de cuivres.
Alors que la majeure partie de la musique utilisée dans le film est celle du groupe The Electric Flag de Mike Bloomfield, les premières images (par exemple le groupe dans la discothèque au début du film) sont celles de Gram Parsons et de l'International Submarine Band, l'un des premiers groupes de country-rock. L'intention initiale de Fonda était de faire figurer la musique de l'ISB sur la bande originale, ce qui a conduit l'ISB à enregistrer la chanson Lazy Days pour l'utiliser dans le film, mais cette chanson n'a pas été utilisée pour la scène dans laquelle le groupe est apparu, et c'est l'Electric Flag de Bloomfield/Buddy Miles/Nick Gravenites (alias « An American Music Band ») que l'on entend en réalité dans le film. La bande originale de The Electric Flag pour Le Voyage est l'une des premières à utiliser le synthétiseur Moog sur un disque pop/rock.
Salli Sachse, qui interprétait Glenn, s'est souvenue de son travail sur le film :
« Roger was a very linear director–everything went from A to B to C. He was very serious. You didn't goof off or kick back while working with him. You had to be very on-task. It was a stricter atmosphere than I was used to. Roger felt that there had to be a distinction between Susan Strasberg's character and mine, so he wanted me to appear as a blonde... The Trip didn't deserve all the bad press it received. There was no drug use going on during filming–it was strictly professional. Maybe after hours, but I couldn't talk for anybody else. »
— Salli Sachse

« Roger était un réalisateur très linéaire - tout allait de A à B à C. Il était très sérieux. On ne pouvait pas faire de gaffe ou s'amuser quand on travaillait avec lui. Il fallait être très attentif aux tâches à accomplir. C'était une ambiance plus stricte que celle à laquelle j'étais habitué. Roger estimait qu'il fallait faire une distinction entre le personnage de Susan Strasberg et le mien, et il voulait donc que j'apparaisse en blonde... Le Voyage ne méritait pas toute la mauvaise presse qu'il a reçue. Il n'y avait pas de consommation de drogue pendant le tournage, c'était strictement professionnel. Peut-être après les heures de travail, mais je ne pouvais pas parler au nom des autres. »

## Exploitation
Sorti le 23 août 1967 pendant le « Summer of Love », le film a eu un impact culturel énorme et a rapporté 6 millions de dollars pour un budget de 100 000 dollars. Corman commente la popularité du film : « Je pense que l'une des raisons pour lesquelles le public est venu en si grand nombre était la curiosité. Ils ne voulaient pas vraiment prendre du LSD, mais les critiques et les commentaires disaient que ce film était assez proche d'une expérience de LSD, et qu'ils pouvaient donc le prendre sans en prendre ».
En France, le film a été présenté à la Quinzaine des réalisateurs, en sélection parallèle du festival de Cannes 1969.
Le film a rencontré des problèmes de censure au Royaume-Uni et s'est vu refuser un certificat à quatre reprises par le BBFC. Une classification cinéma a été rejetée en 1967, 1971 et 1980, puis à nouveau pour la vidéo en 1988. Il est sorti en DVD entièrement non censuré en 2004.

### Accueil critique
Bosley Crowther, du New York Times, a écrit : « S'agit-il d'une expérience psychédélique ? Est-ce que c'est comme ça qu'on fait un voyage ? Si c'est le cas, il s'agit d'une grande mise en scène. Ou s'agit-il simplement d'un spectacle avec des épisodes fantastiques habilement mis en scène et de bons effets photographiques en couleur ? À mon avis, c'est la seconde hypothèse. Et je vous préviens que tout ce que vous risquez de retirer du Rivoli ou du 72d Street Playhouse, où le film a été présenté hier, c'est un cas douloureux de fatigue oculaire et peut-être un décollement de la rétine ».
Le magazine Time a écrit : « Le Voyage est une visite psychédélique à travers l'esprit tordu de Peter Fonda, qui est manifestement rempli de vieux films. Dans un tourbillon de chair, de matelas, de lumières clignotantes et de motifs kaléidoscopiques, un spectateur attentif apercevra quelques fantaisies tirées de classiques tels que Le Septième Sceau (1957), Lawrence d'Arabie (1962), et même Le Magicien d'Oz (1939). Le travail du photographe est assez brillant et ingénieux, sans pourtant s'approcher de la conscience intérieure accrue si souvent revendiquée par ceux qui consomment la drogue ».
Gene Youngblood du Los Angeles Free Press a écrit : « Le film de Corman n'est pas du grand art ; plus précisément, ce n'est pas de l'art raffiné. Mais c'est peut-être l'exercice cinématographique le plus pur jamais réalisé à Hollywood. Ici, pour la première fois à ma connaissance, Hollywood nous offre une expérience véritablement cinématographique : un film visuel, structuré littéralement par des images qui bougent ; un montage rapide et relativement arbitraire ; une intrigue sensiblement abstraite et, surtout, un film qui rend hommage au pouvoir de l'image sur le mot - et ce, dans une industrie où la plupart des films ne sont que des scripts radiophoniques photographiés ».

## Article annexe
- Psychotrope au cinéma et à la télévision
- Cinéma psychédélique